# Partícula similar a virus

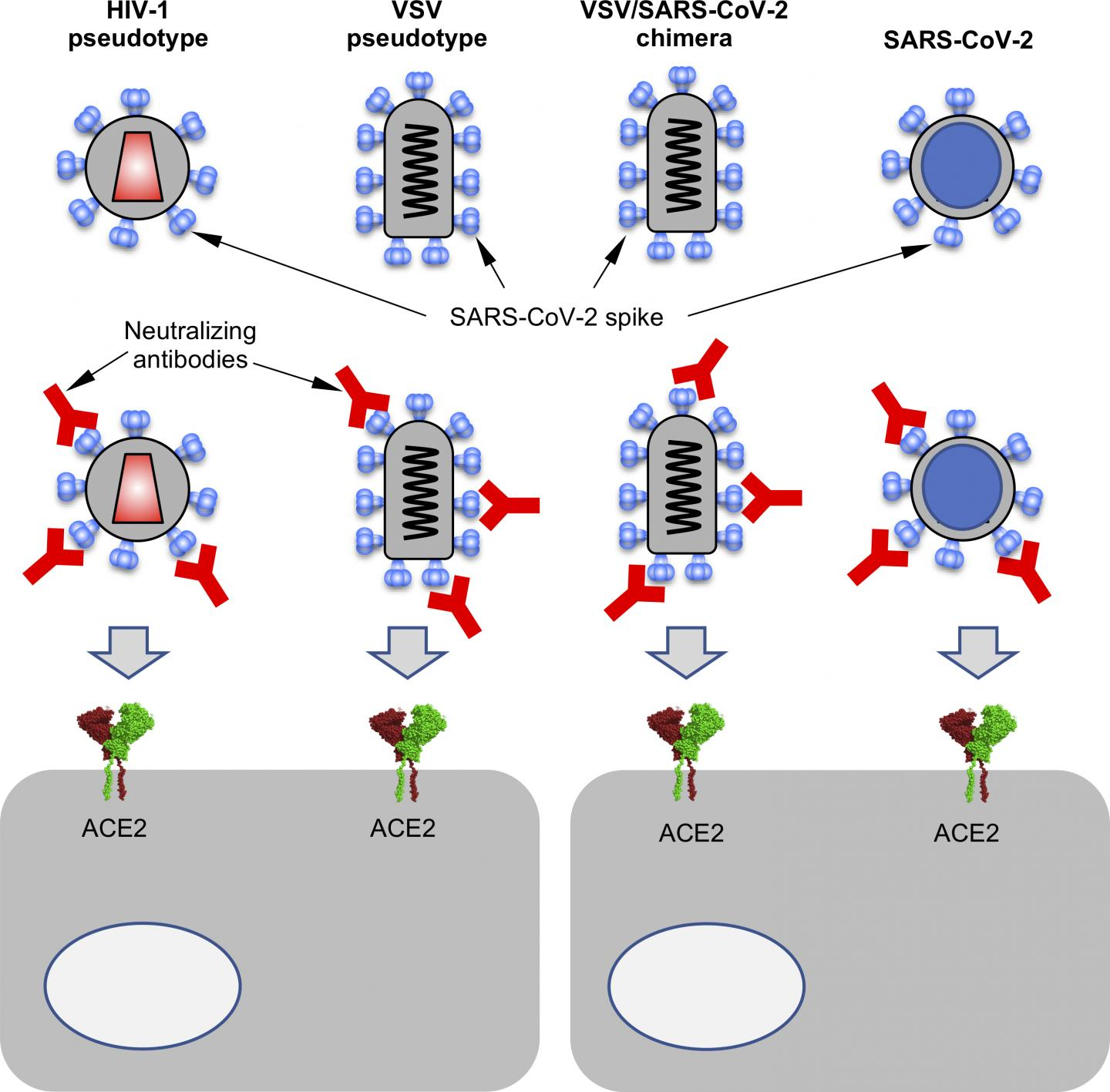
El diagrama muestra la Partícula similar a virus.

Las partícula similar a virus (VLPs, del inglés Virus-like particle) consisten de proteínas virales derivadas de las proteínas estructurales de un virus. En algunos casos estas proteínas están empotradas dentro de una bicapa lipídica. Estas partículas se asemejan al virus del que derivan pero carecen del ácido nucleico viral, lo que significa que no son infecciosas. Los VLPs usados como vacunas a menudo son muy eficaces en provocar respuestas inmunes tanto en el linfocito T como en el linfocito B. Las vacunas contra el virus del papiloma humano son las primeras basadas en partículas como virus aprobadas por la Administración de Drogas y Alimentos (FDA).
Muchos hongos contienen micovirus que no pueden ser clasificados como verdaderos virus ya que carecen de la capacidad de ser transmitidos en preparaciones de células. Esto esencialmente significa que no son infecciosos. Sin embargo, están normalmente asociados con un genoma que a menudo consiste en el RNA doblemente trenzado. En estos casos se refieren como partículas como virus. Son muy importantes en fitopatología, pues se ha demostrado que causa hipovirulencia en algunas especies de hongos fitogenéticos.

## Aplicaciones

### Agentes Terapéuticos y de Imagen
Se ha demostrado que las VLPs pueden actuar como agentes de administración de fármacos dirigiéndose de manera eficaz a las células cancerosas in vitro. Se plantea la hipótesis de que las VLP pueden acumularse en los sitios del tumor debido a la permeabilidad mejorada y el efecto de retención, lo que podría ser útil para la administración de fármacos o la obtención de imágenes del tumor.

### Vacunas
VLPs pueden ser utilizadas en la producción de vacunas. Las VLPs están compuestas por proteínas de la superficie del virus que presentan epítopos conformacionales que pueden provocar fuertes respuestas inmunitarias de células B y células T. La administración de VLPs tiene ventajas como su tamaño de entre 20-200nm que permiten su drenaje en los ganglios linfáticos; además, al no tener material genético, no pueden replicarse lo cual proporciona una alternativa más segura a los virus atenuados. Las VLPs han sido usadas para desarrollar vacunas para la hepatitis B y el virus del papiloma humano que han sido aprobadas por la FDA.